# The Old Wagon
The Old Wagon é o primeiro episódio da segunda temporada da série Modern Family. O episódio foi exibido originalmente pela ABC no dia 22 de Setembro de 2010 nos EUA.

## Sinopse
Phil finalmente concorda em vender o carro velho da familia, mas só depois de uma viagem da família ao passado; Cameron pede ajuda a Jay quando Mitchell decide construir um castelo de princesa para Lily.

## Críticas
Na sua transmissão original americana, "The Old Wagon" foi visto por cerca de 12.610 mil famílias.
Donna Bowman do The AV Club elogiou a seqüência de contratempos no carro dos Dunphy, afirmando "Isso é tudo que eu preciso para ter certeza de que a segunda temporada pode ser tão bom quanto a primeira", Ela finalmente deu o episódio um A-, enquanto os leitores deram ao episódio um B. Samantha Zalaznick do The Huffington Post chamou Phil de o melhor personagem do episódio e também afirmou: "Os Dunphys foram definitivamente o destaque deste episódio".